# Carry It On
| Recensione | Giudizio |
| ---------- | -------- |
| AllMusic   | [ 1 ]    |

Carry It On è un album discografico soundtrack di Joan Baez, pubblicato dall'etichetta discografica Vanguard Records nel dicembre del 1971.
Si tratta della colonna sonora di un documentario, diretto da Robert Jones, sulla cantante e di suo (all'epoca) marito, il giornalista David Harris.

## Tracce
Lato A
1. Oh, Happy Day – 3:35 (Edwin Hawkins)
2. Carry It On – 3:40 (Gil Turner)
3. In Forty Days – 3:15 (Joan Baez, David Harris)
4. Hickory Wind – 3:10 (Bob Bucannan, Gram Parsons)
5. The Last Thing on My Mind – 3:15 (Tom Paxton)
6. Life Is Sacred – 3:00 (David Harris)
7. Joe Hill – 2:44 (Earl Robinson, Alfred Hayes)

Lato B
1. I Shall Be Released – 3:35 (Bob Dylan)
2. Do Right Woman, Do Right Man – 4:00 (Dan Penn, Lincoln Moman)
3. Love Is Just a Four-Letter Word – 3:52 (Bob Dylan)
4. Suzanne – 4:40 (Leonard Cohen)
5. Idols and Heroes – 2:55 (David Harris)
6. We Shall Overcome – 3:50 (Frank Hamilton, Guy Carawan, Pete Seeger, Zilphia Horton)

## Musicisti
- Joan Baez - chitarra, voce
- Richard Festinger - chitarra, voce
- David Harris - voce

Note aggiuntive
- Christopher Knight - produttore, editore
- Jeffrey Shurtleff - coordinatore, assistenza (brano: Do Right Woman, Do Right Man)
- Mark Levenson - concert sound
- James Coyne - fotografie
- Robert Jones - regista documentario, editore[3]